# Carga de batería IUoU

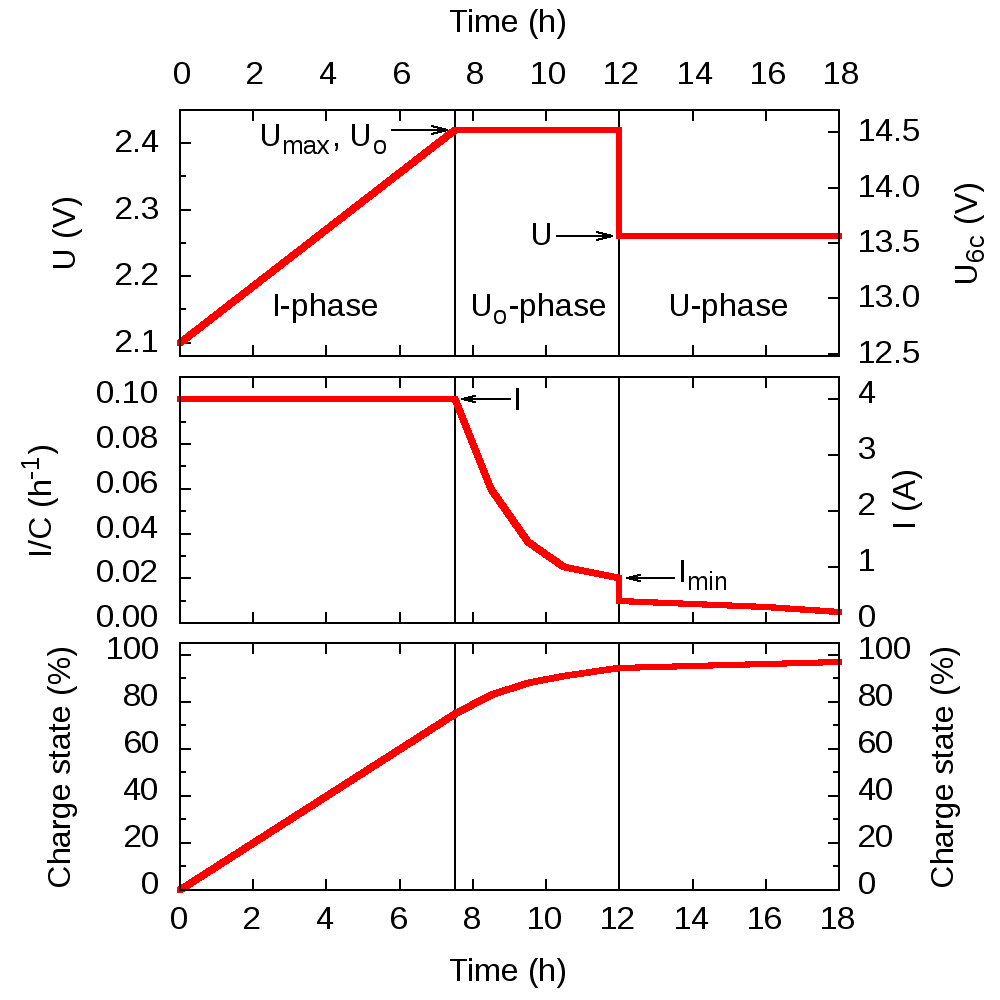
Ejemplo de gráfico de carga. A la izquierda: cantidades por celda. A la derecha: valores de ejemplo para una batería de 6 celdas (12 V) de 40 Ah. Nota: ilustración esquemática; no se basa en medidas reales.

IUoU es una designación DIN (DIN 41773)  para un procedimiento de carga de baterías de plomo-ácido que también se conoce como carga en 3 etapas, carga en 3 fases o carga en 3 pasos . Consta de tres fases (o etapas), para ser ejecutadas por un cargador de baterías . Las tres fases son: fase I ( corriente eléctrica constante), fase Uo ( sobretensión constante) y fase U (tensión constante). El objetivo es cargar completamente la batería en un tiempo relativamente corto sin reducir su vida útil y mantener la batería cargada indefinidamente mientras el cargador esté conectado.

## Fases
La etapa 1 se llama fase I, fase de corriente constante o fase de carga masiva . Esta fase se produce cuando un cargador IUoU está conectado a una batería profundamente descargada. El cargador proporciona una corriente constante, normalmente la corriente máxima que el cargador es capaz de producir. Como consecuencia de la corriente, la batería absorbe la carga y su tensión aumenta. El cargador limita la tensión máxima a Umax, un máximo constante o dependiente de la temperatura, normalmente alrededor de 2,4 V por célula. Una vez se alcanza la tensión Umax, normalmente cuando la batería se carga al 70-80% de su capacidad,  el cargador entra en la fase Uo. En el caso de una batería que esté más del 80% llena, esto puede ocurrir de inmediato una vez puesto en marcha el cargador. Algunos cargadores  pueden mantener la tensión a Umax durante un tiempo y permitir que la corriente baje hasta el 80% del valor de corriente constante, antes de pasar a la siguiente etapa.
La etapa 2 se llama fase Uo, etapa de voltaje-constante en sobre-tensión, etapa de absorción o carga. En esta etapa, la batería se sigue cargando a una sobre-tensión constante Uo, pero la corriente de carga está disminuyendo. La disminución viene impuesta por la batería. La tensión en la fase Uo es demasiado alta para aplicarla indefinidamente (sobre-tensión), pero permite cargar la batería completamente en un tiempo relativamente corto. La fase Uo concluye cuando la corriente de carga cae por debajo de un umbral Imin, tras lo cual se introduce la fase U. Esto ocurre cuando la batería se carga alrededor del 95% de su capacidad. Algunos cargadores siguen esta etapa por una segunda etapa de corriente constante (con una tensión que aumenta paulatinamente) antes de continuar con la fase U. La tensión Uo puede ser la misma que Umax en la etapa anterior, o se puede tomar una algo más alta..
La etapa 3 se llama fase U o estado de carga flotante, la tensión se reduce a un valor que se puede aplicar con seguridad durante largos períodos (semanas) sin reducir significativamente la vida útil de la batería. Durante esta fase, la corriente de carga disminuye paulatinamente hasta un pequeño valor residual que compensa cualquier autodescarga de la batería.

## Voltajes y corrientes
La corriente en la fase I (etapa 1) debe elegirse en función de la capacidad de la batería. En la práctica, depende de la capacidad del cargador. La capacidad de la batería C se expresa en unidades Ah, normalmente el valor C20 basado en un tiempo de descarga de 20 horas.  La corriente de carga (en unidades A) puede escribirse como C/t donde t es un tiempo. Por ejemplo, para una batería con C = 40 Ah, una corriente C/10 es igual a 4 A. La corriente de carga es un compromiso entre el tiempo de carga (favoreciendo corrientes altas), la prevención de daños por sobrecalentamiento o gases (favoreciendo corrientes bajas) y coste del cargador (favoreciendo corrientes bajas). Las recomendaciones para la corriente máxima de carga varían entre C/10  y C/2. Con corrientes de carga altas, pueden ser necesarias medidas de refrigeración activa para evitar el sobrecalentamiento. 
Las tensiones en las fases U y Uo (etapas 2 y 3) dependen del tipo de batería y de la temperatura. Las baterías tienen un número variable de células (normalmente seis para una batería de automóvil) y pueden ser de tipos de celdas inundadas, de malla de vidrio (AGM) o de electrolito de hielo. Los números de la tabla siguiente corresponden a una temperatura de alrededor de los 20 °C (68 °F). Para temperaturas que se desvíen más de unos 5 °C (10 °F), una corrección debe aplicarse de − 5 mV/ºC − 2,8 mV/°F) por célula o − 0.03 V/°C − 17 mV/°F) para una batería de 12 V (6 celdas) (voltajes más altos a temperaturas más bajas y viceversa).
| Tipo de batería                              | Ref.  | Etapa 1   | Etapa 1 | Etapa 2    | Etapa 2                   | Etapa 3    |
|                                              |       | U max (V) | Y       | U o (V)    | Y min                     | U (V)      |
| -------------------------------------------- | ----- | --------- | ------- | ---------- | ------------------------- | ---------- |
| Húmeda/inundada, celda única                 | [ 1 ] | 2.32      | < C/5   | 2.42       | I/10                      | 2.27       |
|                                              | [ 2 ] | 2.47      | < C/2   | 2,47–2,50  | C/100                     | 2.25-2.30  |
|                                              | [ 3 ] | 2,37–2,47 | C/10    | 2,37–2,47  | C/33                      | 2.19       |
| Húmeda/inundada, 6 celdas (12 V)             | [ 1 ] | 13.9      | < C/5   | 14.5       | I/10                      | 13.6       |
|                                              | [ 2 ] | 14.8      | < C/2   | 14,8--15,0 | C/100 (Máximo 24 horas. ) | 13,5--13,8 |
| AGM, 6 celdas (12 V)                         | [ 1 ] | 13.9      | < C/5   | 14.5       | I/10                      | 13.6       |
|                                              | [ 2 ] | 14.1      | < C/2   | 14.1--14.4 | C/100                     | 13.6--13.8 |
| Electrolito de hielo, 6 celdas (12 V)        | [ 1 ] | 13.9      | < C/5   | 14.1       | I/10                      | 13.6       |
|                                              | [ 2 ] | 14.1      | < C/2   | 14.1--14.4 | C/100                     | 13,5--13,8 |
| Antimonio de ciclo profundo, 6 celdas (12 V) | [ 2 ] | 14.7      | < C/2   | 14.7--14.9 | C/100                     | 13.2--13.4 |

## Casos especiales
Una batería defectuosa tendrá una fase I y una fase Uo cortas, pero existe el riesgo de gases y dañar aún más la batería.
Si una batería está conectada a una carga importante durante la carga, es posible que nunca se llegue al final de la fase Uo y la batería genere gas y se estropee, dependiendo de la corriente de carga en relación con la capacidad de la batería.      